# 伯高鎮區 (北卡羅萊納州彭德縣)
伯高鎮區（英語：Burgaw Township）是位於美國北卡羅萊納州彭德縣的一個鎮區。

## 地方資料
伯高鎮區的面積為209.78平方千米，皆為陸地。根據2020年美國人口普查的數據，當地共有人口8539人，而人口密度為每平方千米40.7人。